# Кушнер, Джаред
Джа́ред Ко́ри Ку́шнер (англ. Jared Corey Kushner; род. 10 января 1981) — американский бизнесмен, владелец девелоперской компании и газеты New York Observer. Сын американского девелопера Чарльза Кушнера, управлял принадлежащей ему девелоперской компанией Kushner Companies. Супруг Иванки Трамп, дочери 45-го президента США Дональда Трампа.
С 20 января 2017 года по 20 января 2021 года — старший советник 45-го президента США Дональда Трампа. Фактически, по мнению многих наблюдателей, с 2015 года был менеджером предвыборной кампании и доверенным лицом Трампа.

## Биография
Джаред Кушнер родился 10 января 1981 года в Ливингстоне (штат Нью-Джерси).
Старший сын девелопера Чарльза Кушнера. Еврей, рос в ортодоксальной семье.
Родители его отца Иосиф Кушнер (Беркович до женитьбы) и Раиса (Рая) Кушнер пережили Холокост в городе Новогрудок (Белорусская ССР), поженились в Будапеште в 1945 году и в 1949 году эмигрировали в США.
У Кушнера есть младший брат Джошуа и две сестры: Николь и Дара. Он — племянник Мюррея Кушнера, владельца компании Kushner Real Estate Group.
В 1999 году окончил частную еврейскую школу Frisch School в округе Берген в штате Нью-Джерси и поступил в Гарвардский университет. Был избран во Fly Club при поддержке университетского городка дома Хабада. В 2003 году окончил Гарвард, получив степень бакалавра в области государственного управления. В 2007 году окончил Нью-Йоркский университет, получив степени бакалавра права и магистра делового администрирования. Американский журналист Дэниэл Голден писал, что отец Кушнера перед поступлением сына в университеты сделал крупные пожертвования. Проходил стажировку в офисе окружного прокурора Манхэттена Роберта Моргентау.

### Бизнес
Ещё студентом Гарварда совершал сделки с недвижимостью, получив прибыль в 20 млн долларов. В 2004 году его отец был арестован по ряду обвинений (в том числе в неуплате налогов) и приговорён к двум годам тюрьмы.
В 2006 году за 10 млн долларов приобрёл газету New York Observer. Согласно Vanity Fair, посещаемость сайта газеты (за период с 2013 по 2016 год) выросла с 1,3 млн до 6 млн уникальных посетителей в месяц.
В 2008 году стал исполнительным директором девелоперской компании Kushner Properties. Совершил несколько крупных операций с офисными и жилыми зданиями (в том числе приобретение за 1,8 млрд долларов 41-этажного офисного здания дом 666 на Пятой авеню в Манхэттене, принадлежавшего Tishman Speyer).
В 2019 году принял участие в конференции Бильдербергского клуба.

### Политика

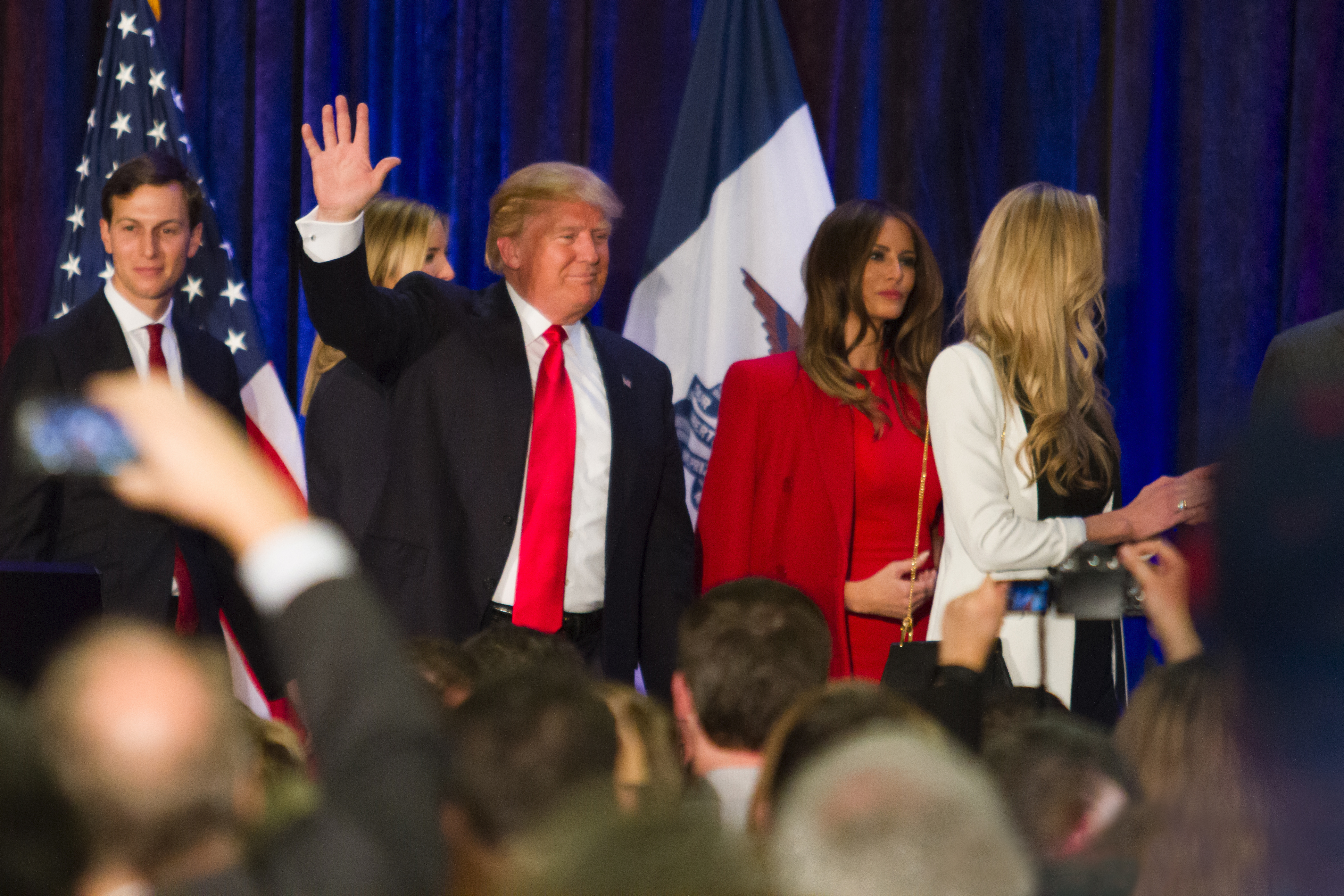
Кушнер (слева) с семьёй Трампов, 2016 год

Хотя его отец ранее был спонсором демократов, Кушнер после выдвижения Дональда Трампа принимал активное участие в его предвыборной кампании на президентских выборах 2016 года. Не занимая официальной должности, Кушнер, по мнению многих наблюдателей, был де-факто менеджером кампании, главным советником и доверенным лицом Трампа, писал тексты его выступлений. Для противовеса традиционным СМИ и телевидению, в которых господствовала поддержка Хиллари Клинтон, Кушнер организовал кампанию в поддержку Трампа в Интернете и социальных сетях, чтобы напрямую обратиться к народу.
Летом 2016 года журналистка его собственной газеты назвала одну из записей в твиттере Трампа «антисемитской». Кушнер ответил пространным открытым письмом, которое начал с рассказа о своих еврейских предках, бежавших во время Второй мировой войны из гетто в городе Новогрудке в оккупированной немцами советской Белоруссии к партизанам Бельским. Кушнер отверг обвинения в расизме и антисемитизме в адрес Трампа, назвав его «толерантным человеком», который тепло принял брак своей дочери с иудеем. Кушнер отметил, что ему лучше знать своего тестя, чем журналистам. По мнению Кушнера, многие СМИ преследуют Трампа, необоснованно обвиняя его, выставляя в карикатурном свете и цепляясь к его фразам.
Занимал пост старшего советника президента США. Курировал отношения США с Израилем, курируя подготовку проекта «Сделки века» для урегулирования палестино-израильского конфликта. В 2020—2021 годах под руководством Кушнера были заключены Соглашения Авраама — серия договоров о нормализации отношений между Израилем и рядом арабских государств.
Также среди его обязанностей были: реформа системы уголовного права в США, руководство Управлением американской инновации, реформа социальной поддержки ветеранов, обновление федерального правительства США.

### Личная жизнь
25 октября 2009 года Кушнер женился на Иванке Трамп, дочери будущего президента США Дональда Трампа. Свадьба прошла по традициям ортодоксального иудаизма, Иванка Трамп предварительно перешла в иудаизм. У них трое детей. Дочь Арабелла Роуз родилась в июле 2011 года, сыновья — Хосеф Фредерик в октябре 2013 года и Теодор Джеймс в марте 2016 года. Джаред и его семья являются современными ортодоксальными евреями и соблюдают шаббат.